# Kastell Traismauer

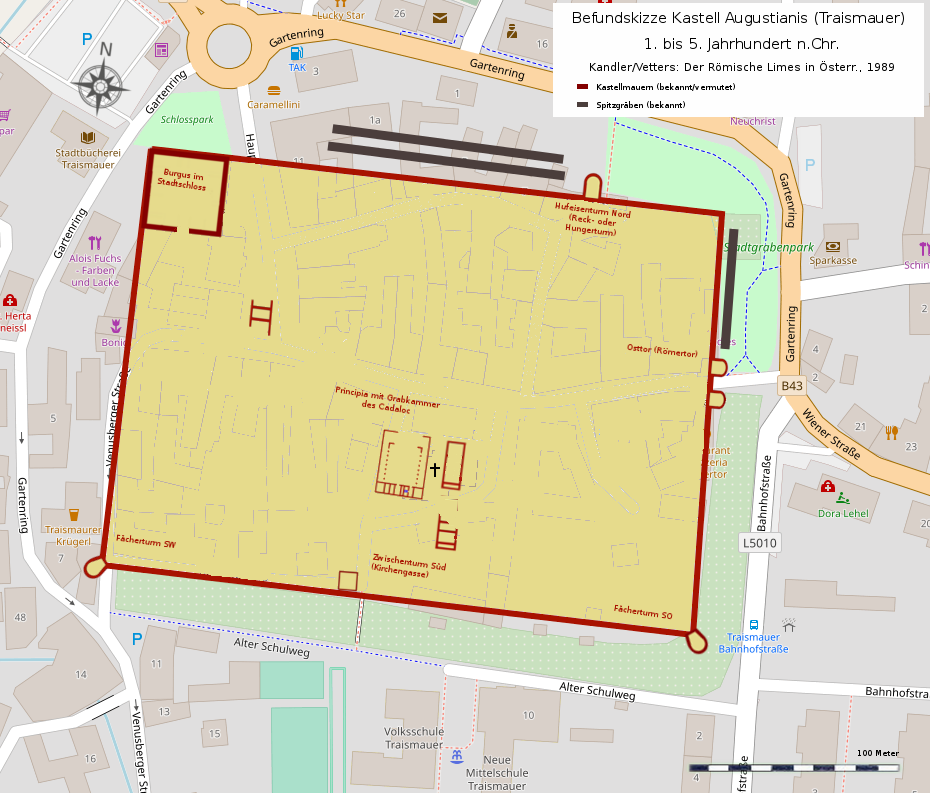
Lageskizze des Steinlager II unter der Altstadt von Traismauer

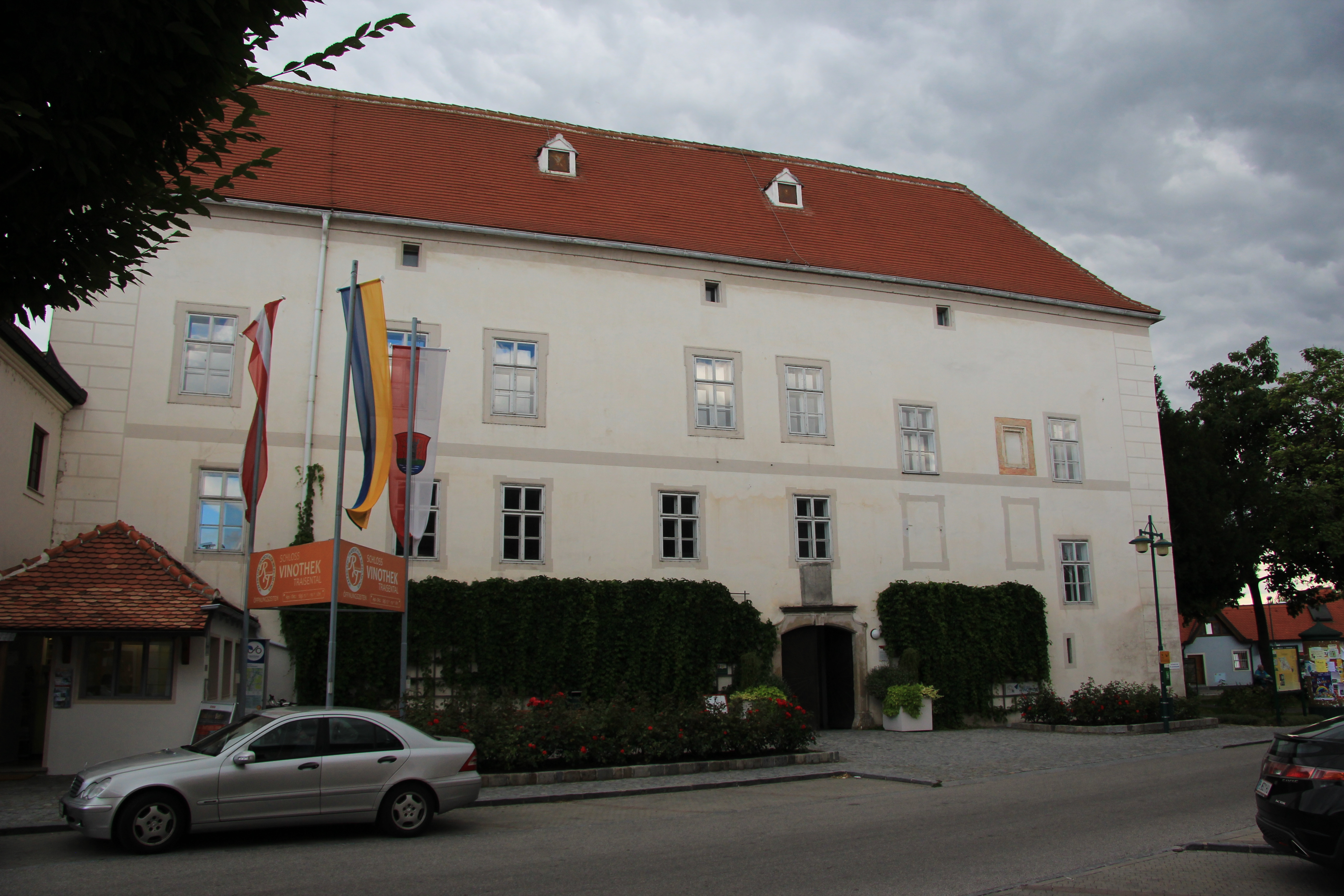
Das Stadtschloss von Traismauer, Blick aus Nord

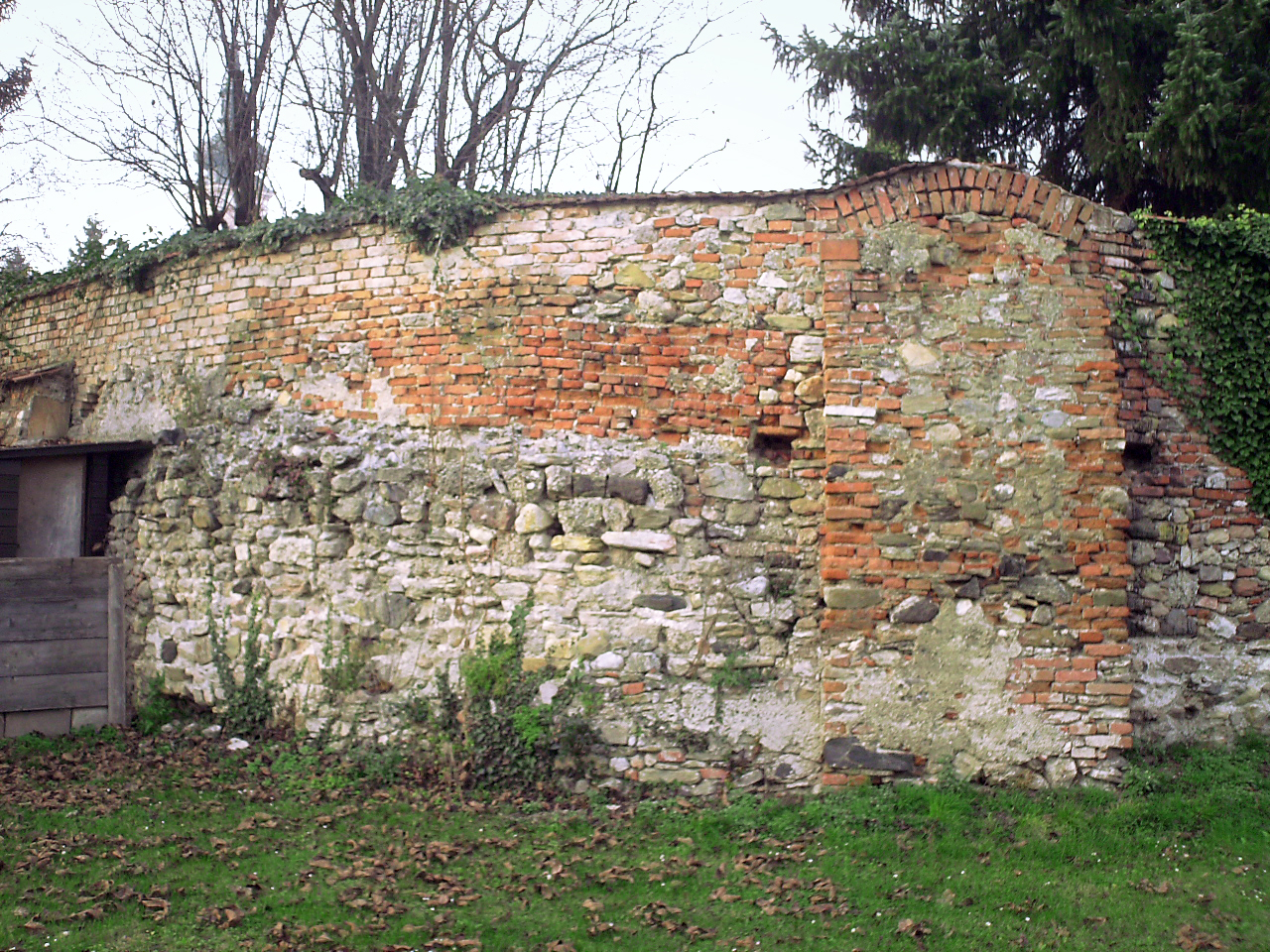
Mauerreste der Vorderfront des Fächerturmes an der Südostecke, darüber die Ziegelmauer aus der Zeit der Türkenkriege im 17. Jahrhundert

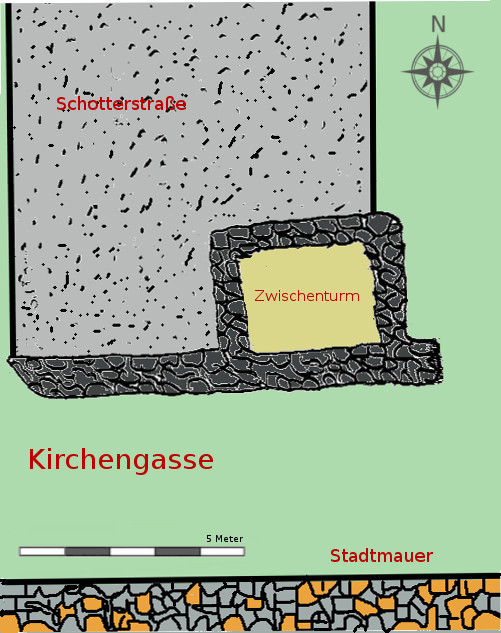
Der südliche Innenturm in der Kirchengasse nach den Befunden von 1980 (A. Gattringer)

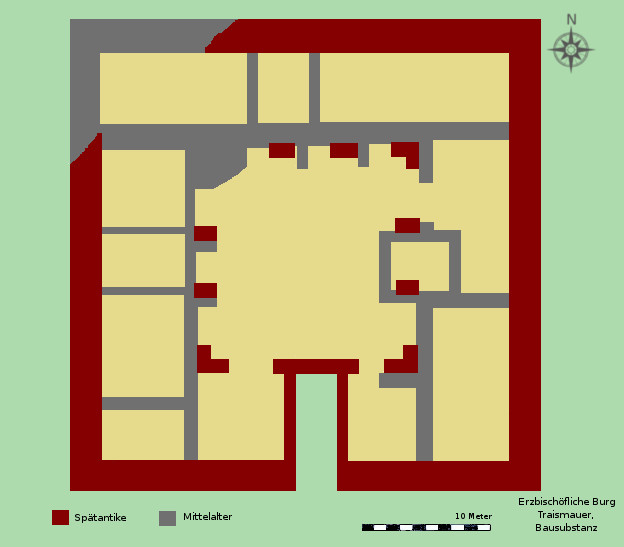
Das spätantike Mauerwerk im Stadtschloss

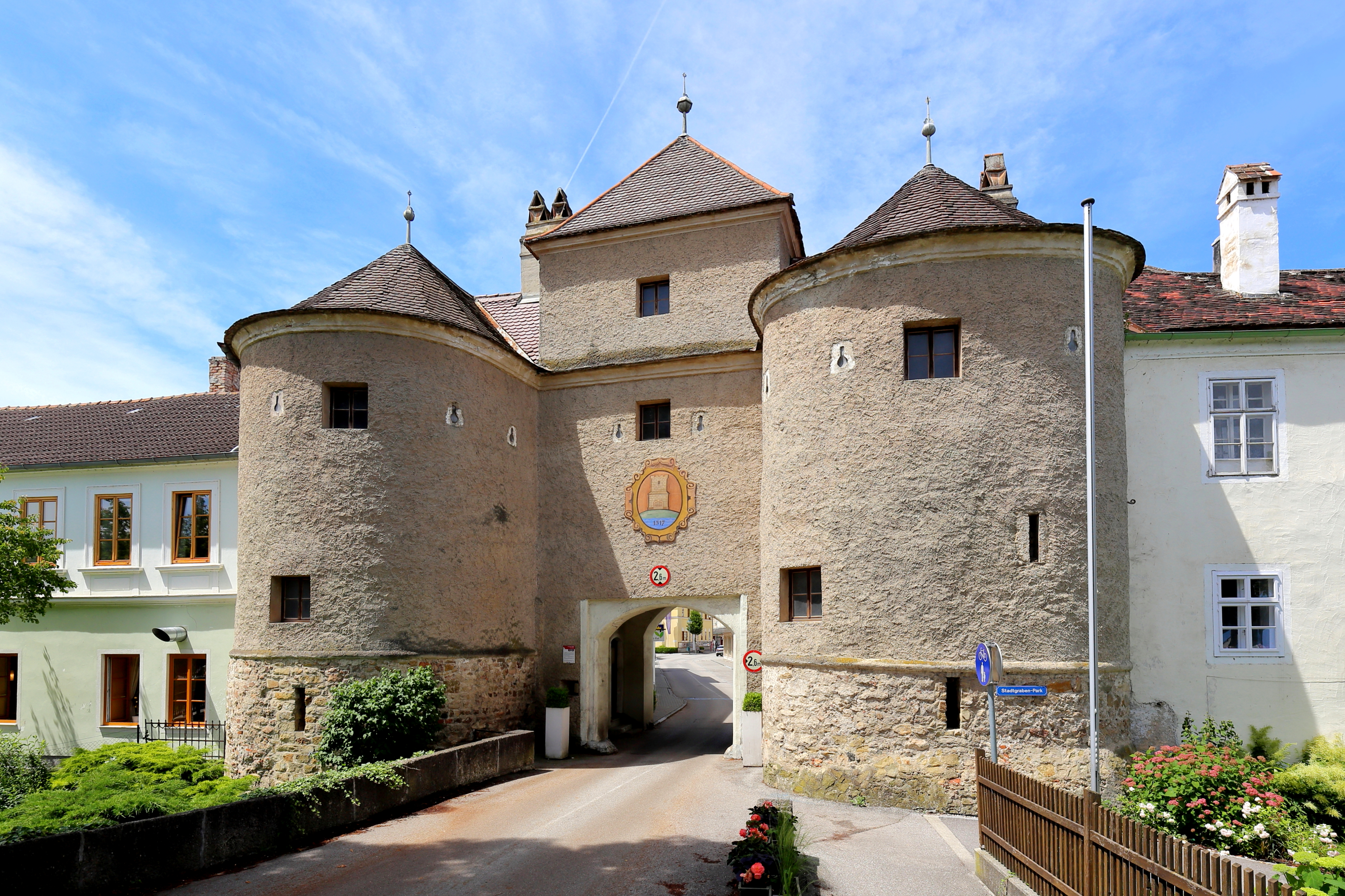
Das Wiener- oder Römertor, Blick aus Ost

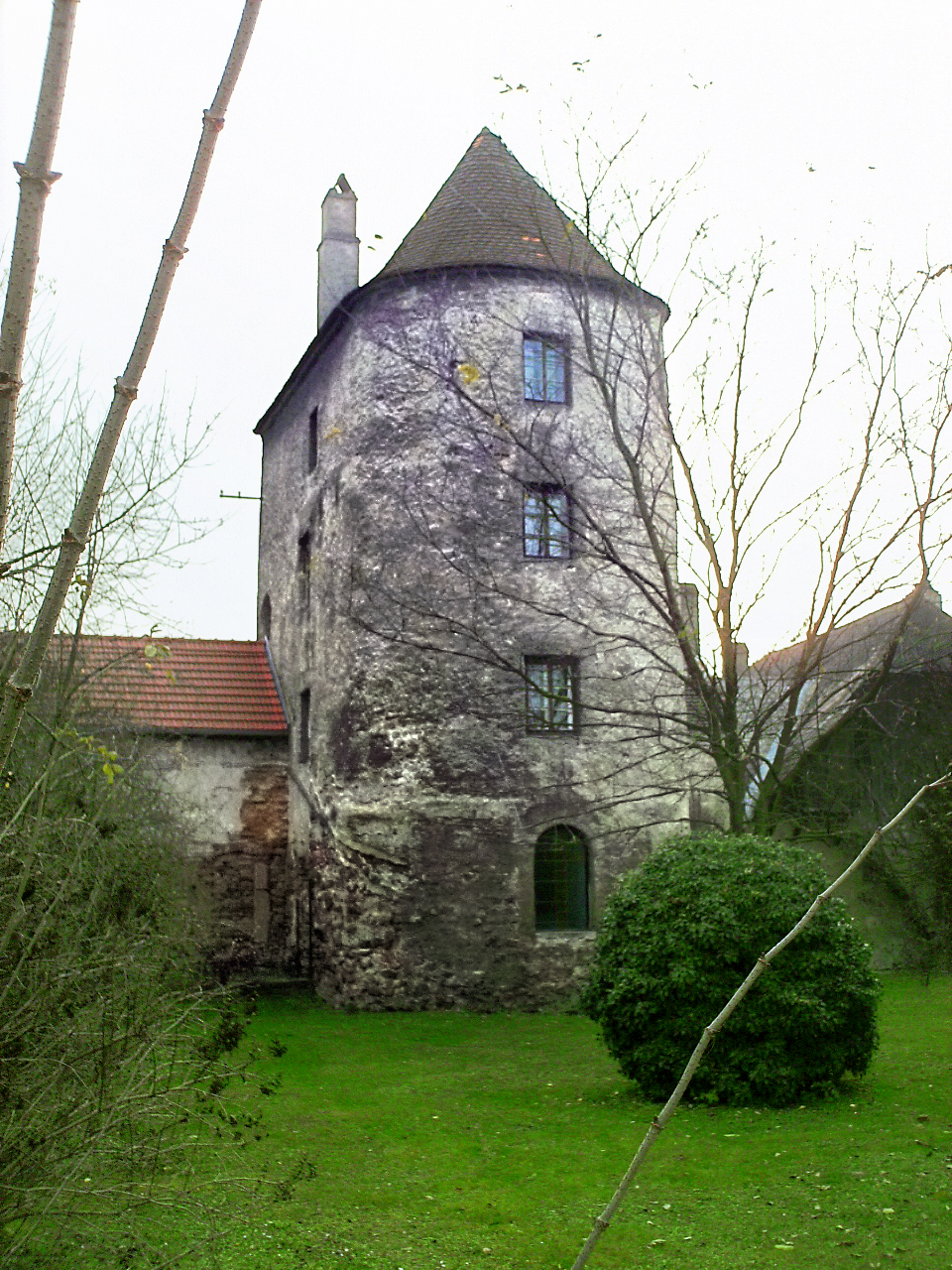
Der Reck- oder Hungerturm, Blick aus Nordosten

Aquarell des mittelalterlichen St. Pöltner Tores mit dem südwestlichen Fächerturm um 1850

Votivbild, das den Markt Traismauer um 1668 darstellt, ganz rechts der SO-Fächerturm (J. Offenberger)

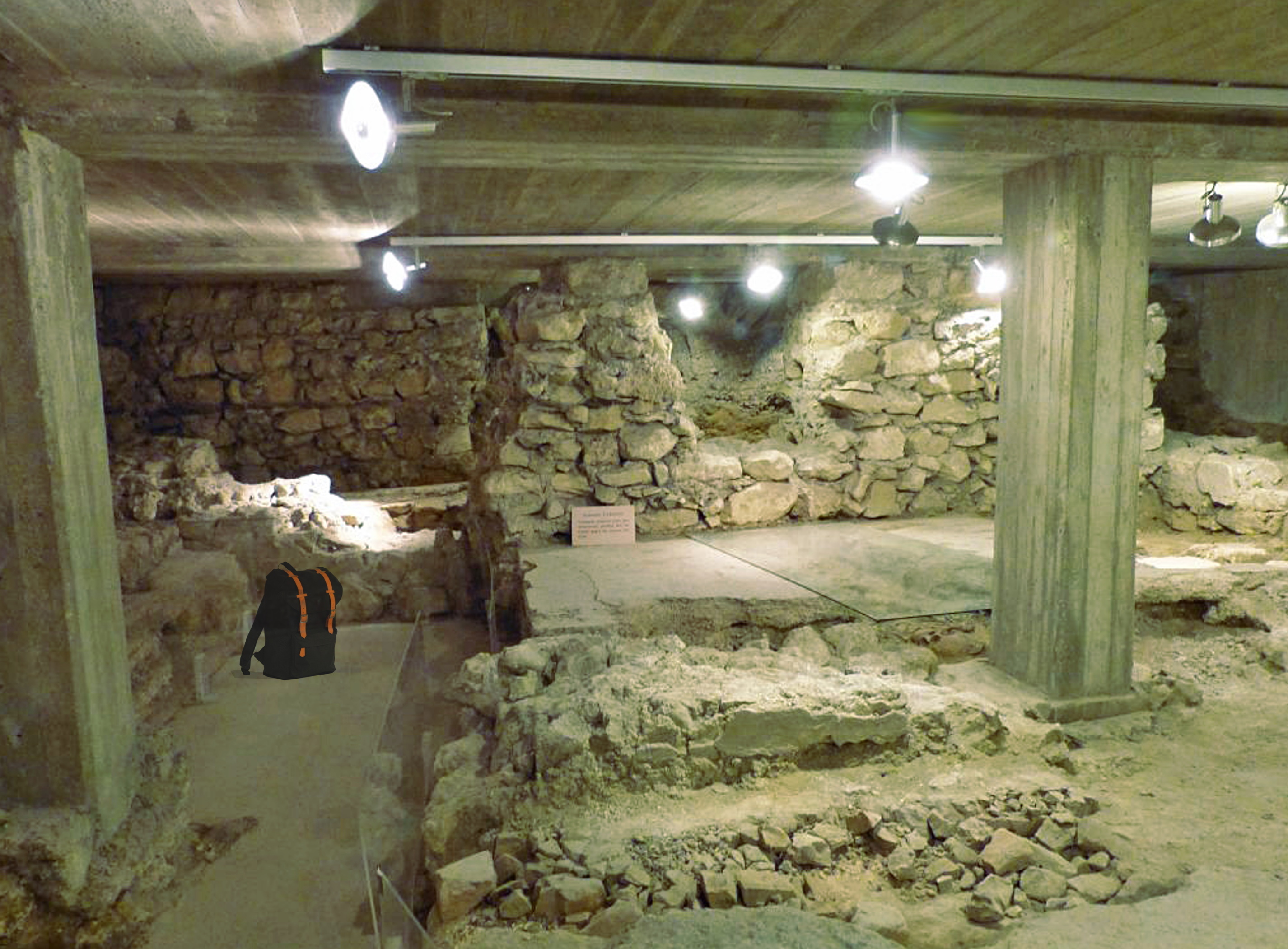
Konservierte Reste der Principia in der Krypta der Pfarrkirche

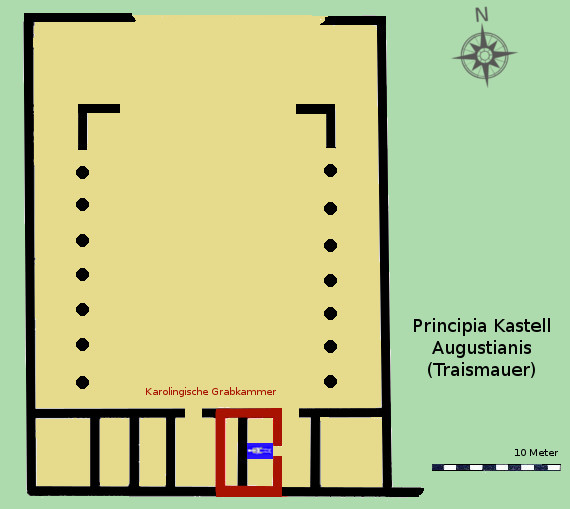
Grundriss der Principia mit karolingischer Grabkammer nach Johann Offenberger

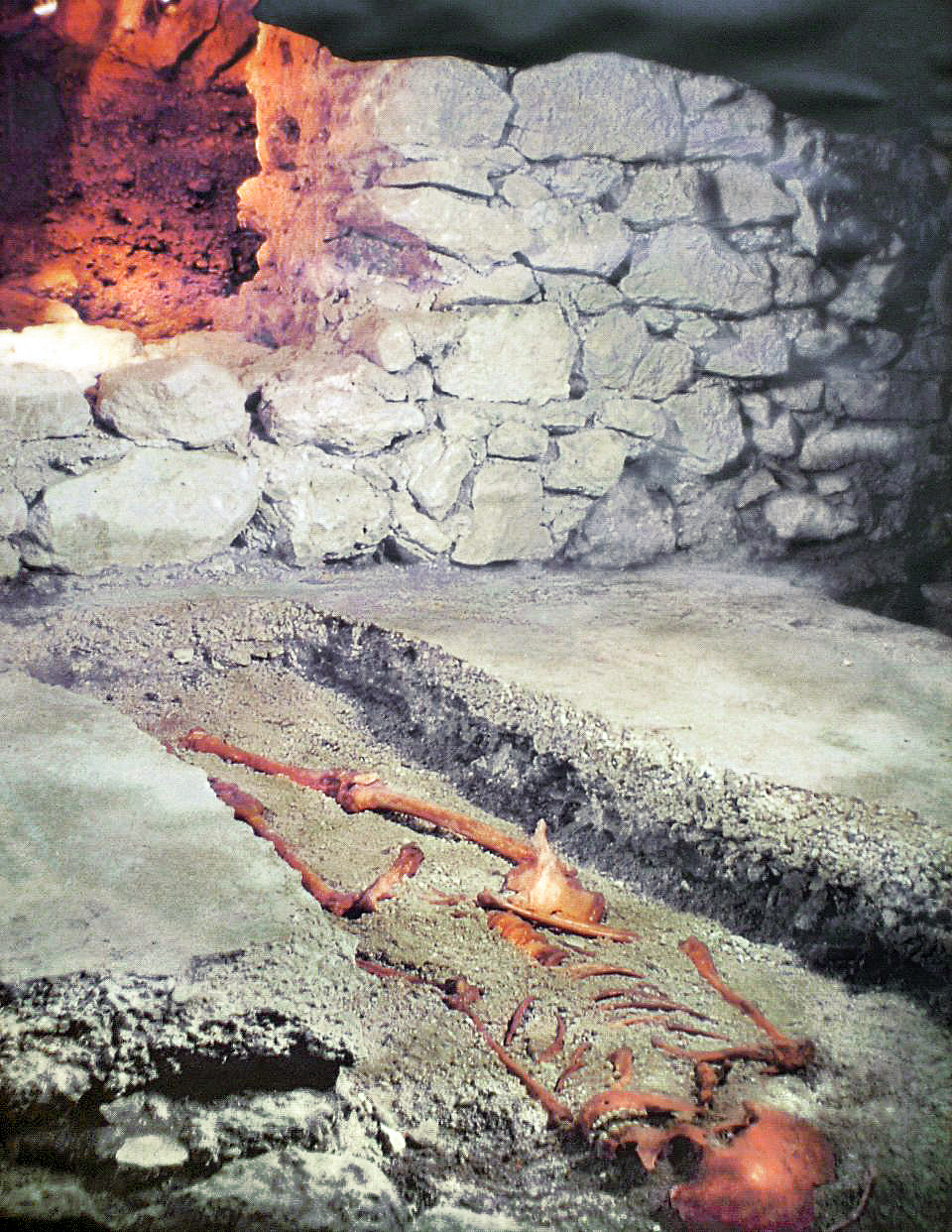
Grabkammer des Cadaloc unter der Pfarrkirche St. Ruprecht

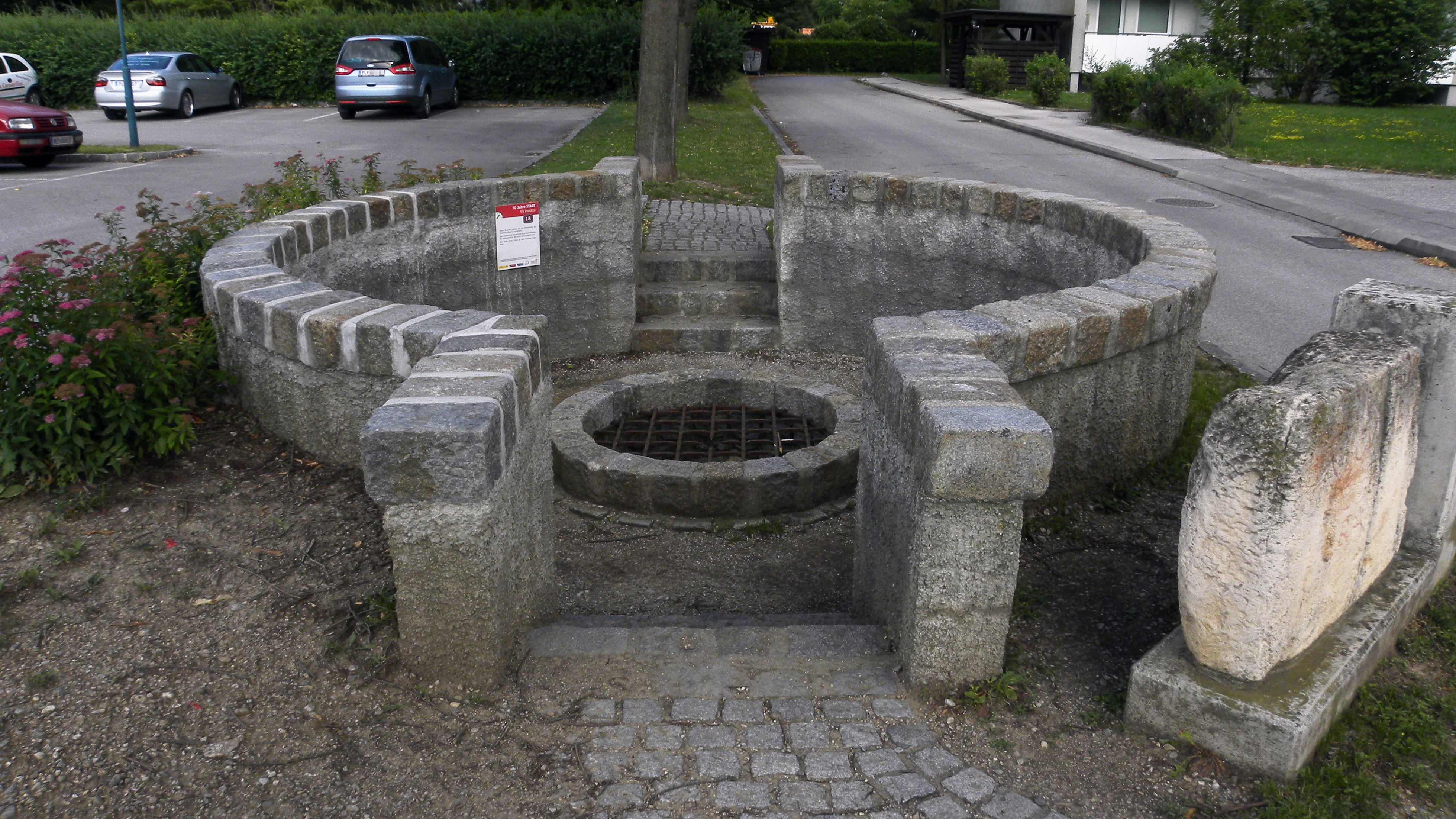
Konservierter römischer Brunnen in der Parkanlage beim Wienertor

Das Kastell Traismauer war Teil der Sicherungsanlagen des römischen Limes Noricus in Österreich und befindet sich auf dem Gemeindegebiet von Traismauer, Bezirk St. Pölten, Niederösterreich. Die erhaltenen antiken Bödendenkmäler sind seit 2021 Bestandteil des zum UNESCO-Weltkulturerbe erhobenen Donaulimes.
Das norische Reiterlager war vermutlich vom 1. bis ins 5. Jahrhundert mit römischen Truppen belegt. Das Kastellareal ist heute durch die Altstadt von Traismauer überbaut. Bedeutende Reste des spätantiken Kastells (siehe Steinperiode II) haben sich jedoch in den mittelalterlichen Wehranlagen und in der Krypta der St.-Ruprecht-Kirche erhalten.

## Name
In der Nähe des heutigen Herzogenburg lag laut der Tabula Peutingeriana an der Verbindungsstraße St. Pölten/Aelium Cetium – Wien/Vindobona die Station Trigisamum (= Fluss Traisen), die bis 1949 mit dem Kastell gleichgesetzt wurde, obwohl bereits Theodor Mommsen im Corpus Inscriptionum Latinarum (CIL) für Augustianis plädiert hatte. Dieser Ort war aber wahrscheinlich nur die Bezeichnung einer Furt über die Traisen.
In antiken Quellen wird das Kastell ansonsten nur in der Notitia Dignitatum erwähnt. Der Name Augustianis (Adjektivbildung zum Namen des Augustus) leitet sich mit einer an Sicherheit grenzenden Wahrscheinlichkeit von der Reitertruppe der Ala I Augusta Thracum ab, deren Stationierung hier durch Inschriften und Ziegelstempel bezeugt ist.

## Lage
Traismauer liegt am südwestlichen Rand des Tullner Beckens, direkt am Ausgang des Traisentales. Östlich ist die Landschaft durch die Donauauen und das Traisental geprägt. Letzteres wird im Osten von Hügelland und im Westen vom Dunkelsteinerwald umschlossen. Der Fluss Traisen führt auch als einziger Nebenfluss der Donau bis in die östlichen Kalkalpen hinein. Über mehrere gut passierbare Übergänge im Osten gelangt man ins Wiener Becken. Die höchsten Erhebungen in der Ebene um Traismauer sind der Venus- und der Schullerberg, zwei durch die Perschling abgeschnittene Ausläufer des Wienerwaldes. Die geographische Lage von Augustianis war strategisch für die Anlage eines Kastells hervorragend geeignet. Die römischen Soldaten trafen im 1. Jahrhundert auf einen ungeregelten Strom mit breitem, undurchschaubaren Auwaldgürtel. Bei Traismauer und Tulln war eine Überquerung des Stromes möglich. Dort konnten bereits prähistorische Handelswege nachgewiesen werden. Bei Traismauer schnitt sich eine wichtige Nord-Süd-Verbindung (Traisen-, Kamptal) mit der Limesstraße entlang der Donau. Im Norden war der Platz durch die Donau, im Nordwesten durch die Traisen abgesichert. Eine aus dem Murtal in der Steiermark heranführende Handelsstraße (Eisen und Salz) traf bei Traismauer auf die Donau, querte diese und schloss sich am Nordufer an zwei alte Fernverkehrsrouten, die sogenannte Manhartsberglinie und den Kamptalweg, an. Ein in der Nähe des Lagers vermuteter Donauübergang ermöglichte weiters die Anlage einer Straßenverbindung nach Süden, nach Aelium Cetium/St. Pölten. Aufgrund der prähistorischen Funde vermutet man diese Straße am rechten Ufer der Traisen. Von hier aus beherrschte man das Binnenland und konnte sofort eventuelle Feindbewegungen am Nordufer des Stromes (Mündung des Kamp) erkennen. Zusätzlich rückt hier das Hügelland des 345 m hohen Seelackenberges bis weit gegen die Donau vor und schließt das südliche Tullnerfeld gegen Westen ab. Da die Erhebungen des Venus- und Schullerberges eine gute Sicht in das Innere des Lagers ermöglichten, war die Besatzung im Fall einer Belagerung aber dadurch erheblich im Nachteil. Augustianis fungierte an diesem Engpass wohl als Verbindungsstelle zwischen Kastell Favianis (Mautern) und Kastell Comagena (Tulln).
Das Kastell selbst lag auf leicht erhöhtem Gelände in verkehrsgünstiger Lage östlich der damaligen Mündung der Traisen in die Donau, direkt am Schnittpunkt mehrerer Straßen mit dem damals sicher ebenfalls als Transportweg genutzten Fluss. Sein Standort nahm auf der Niederterrasse zur Donau und zur Traisen allerdings eine äußerst hochwassergefährdete Lage ein, wie die offensichtlich immer wieder durch Schwemmablagerungen aufgefüllten Spitzgräben beweisen. Grund hierfür dürfte eine ab dem 2. Jahrhundert n. Chr. einsetzende Klimaverschlechterung sein, die zur Zunahme von Hochwasserkatastrophen und damit unweigerlich auch zu einem kontinuierlichen Anstieg des Grundwasserspiegels führte. Seine Reste liegen heute ganz unter dem mittelalterlichen Stadtkern. Der rechteckige Grundriss orientierte sich im Norden am antiken Ufer der Donau, westlich stieß es an den damaligen Flusslauf der Traisen. Die Trasse der Lagerhauptstraße, die via principalis, führte weiter nach Westen und durchquerte dabei ihr Überschwemmungsgebiet. Hier stand einst eine „Steinerne Säule“, die in einer Urkunde aus dem 9. Jahrhundert erstmals erwähnt wird (columna lapidea), vermutlich ein römischer Meilenstein. Sie wurde beim Schotterabbau in den 1940er Jahren entfernt. An dieser Stelle zweigte vermutlich auch die Limesstraße von der nach St. Pölten/Cetium führenden Straße ab. In der Nähe der Säule soll auch ein römischer Wachturm gestanden haben. Eine Flurbegehung durch Archäologen brachte jedoch keine diesbezüglichen Ergebnisse. Das Kastell zählte zum Limes der Provinz Noricum. Nach Teilung der Provinz im Zuge der Verwaltungsreform des Diokletian fiel Augustianis an die Provinz Noricum ripense.

## Forschungsgeschichte
Die Altarinschrift der ala I Augusta Thracum aus den Jahren um 140–144 n. Chr. war bereits im 16. Jahrhundert dem bayrischen Humanisten Johannes Aventinus (1477–1534; Codex Latinus Monacensis 1560, fol. 174) als einziger für Niederösterreich verzeichneter römischer Inschriftenstein bekannt. Auf ihr wird berichtet, dass diese Einheit dem Kaiser Antoninus Pius den Altar gewidmet hat. Es handelt sich dabei um die älteste bekannte Inschrift Niederösterreichs, eine Kopie ist heute oberhalb des Einganges zum Stadtschloss eingemauert. Das Original befindet sich seit 2022 in der Archäologischen Sammlung der Stadtgemeinde. Der Grabstein eines Veteranen dieser Truppe wurde 1828 in einer Kiesgrube in der Ortschaft Gemeinlebarn entdeckt und anschließend ebenfalls ins Lapidarium des Traismauer Schlosses verbracht, wo er heute besichtigt werden kann (siehe Galerie weiter unten). Zwei Jahre später wurde bekannt, dass auch auf dem Venusberg noch sehr alte Mauern zu sehen gewesen sein sollen. Die aussagekräftigsten römischen Funde wurden beim Bau der Eisenbahnstrecke 1884–1885 gemacht. Es gelang dabei nicht nur einige Fundamentsegmente von Kastellgebäuden aufzudecken, sondern auch antike Gräber und deren Beigaben wie z. B. Münzen, Keramik, Glas sowie Bronze- und Eisenfragmente zu bergen. Um die Sicherstellung dieser Fundstücke machten sich insbesondere Adalbert Dungel und die Familie Wolfram verdient. Ein 1885 ebenfalls beim Bahnbau entdeckter Grabstein wurde zerstört. Im Laufe des 20. Jahrhunderts konnten durch zahlreiche Grabungen und Zufallsfunde ein umfassendes Bild über das Kastell, Vicus und Gräberfelder gewonnen werden.

## Entwicklung
Konkrete Anhaltspunkte für die Entstehungszeit des Lagers lieferten die Grabungen in der zweiten Hälfte des 20. Jahrhunderts. Stefan Groh versuchte in seiner neuesten Publikation über das Kastell Mautern über eine Analyse der Münzverteilung durch die Prozentanteile von Aesmünzen an den jeweiligen Kastellorten eine Art Chronologie ihrer Entstehungszeit zu erarbeiten. Dabei scheint vor allem das Kastell von Traismauer als eine der frühesten Gründungen am norischen Limes auf. Es könnte theoretisch schon während des Vierkaiserjahres bestanden haben. Nach Ausweis der dabei gemachten Funde dürfte das Kastell zur Zeit der Herrschaft der Dynastie der Flavier oder eventuell sogar schon unter Kaiser Claudius (41–54) in Holz-Erde-Technik errichtet, aber gegen Ende des 1. Jahrhunderts durch Feuer wieder zerstört worden sein (Nachweis einer 20–60 cm dicken Brandschicht). Nach der Inschrift am Traismauer Schloss war der Neubau in Stein um 140–144 n. Chr. abgeschlossen, der mit hoher Wahrscheinlichkeit durch die Angehörigen der Ala I Augusta Thracum ausgeführt wurde. Sicher ist nur, dass die Anlage bis zum 4. Jahrhundert mehrfach umgebaut bzw. den Neuerungen im spätantiken Festungsbau angepasst worden ist. Die heute noch sichtbaren Stadtmauersektionen wurden größtenteils im 17. Jahrhundert, zur Zeit der Türkenkriege, erbaut.

## Kastell
Nach einer genauen Untersuchung des älteren Mauerbestandes und Vergleich mit dem Katasterplan durch Eduard Novotny kam dieser zu der Überzeugung, dass die Fläche des mittelalterlichen Ortskerns größtenteils mit dem römischen Reiterkastell identisch sei. Auch die heutige Wienerstraße deckt sich fast ganz mit der via principalis des einstigen Reiterlagers. Laut Novotny umfasste das Kastell ein Areal von ca. 4,7 ha. Das Praetorium vermutete er (im Vergleich mit Ala Nova) unter dem südlichen Seitenschiff der Pfarrkirche. Auch der Archäologe Erich Polaschek (1885–1974) erkannte im Häuserplan Traismauers die Umwehrung und Fläche des einstigen Kastells. Zudem vertrat er auf Grund der damals schon bekannten Bauinschrift die Ansicht, dass hier vor dem Steinlager ein früheres Lager existiert haben musste. Insgesamt konnten fünf mehr oder weniger gut unterscheidbare römische Bauphasen, drei Holz-Erde- und zwei Steinbauphasen, bestimmt werden. Der früheste Lagerbau war möglicherweise etwas weiter im Osten situiert als seine Nachfolger. Die Füllung der Fundamentgruben lässt vermuten, dass das Holz-Erde-Kastell im Zuge von Erneuerungsarbeiten planmäßig zerstört (abgebrannt) wurde. Danach wurde sein Gelände eingeebnet und anschließend darauf das Steinkastell I von Grund auf neu errichtet. Der Bau des nördlichen Hufeisenturms (Hunger- oder Reckturm) erfolgte wohl unter Kaiser Valentinian I. (364–375)
Im späten 4. oder frühen 5. Jahrhundert brannte das Lager fast vollständig nieder. Ein Reiterstandbild auf dem Forum des Lagers wurde dabei ebenfalls zerstört. Laut den Befunden am südlichen Gräberfeld und bei den Principia dürfte danach dort bis ins späte 5. Jahrhundert noch eine größere Ansiedlung aus lehmverputzten Holzgebäuden existiert haben (Fund einer Kupfermünze aus der Zeit Justin II.). Hannsjörg Ubl hält es für möglich, dass sich in den Lagerruinen eine Siedlung mit kleinstädtischem Charakter entwickelt hat, die sich nach Osten ausbreitete. Herma Stiglitz nimmt weiters an, dass Augustianis zu den romanischen oppida gehörte, die den Rugiern tributpflichtig waren, obwohl der Ort nicht in der Vita Sancti Severini erwähnt wird. Vielleicht war die Siedlung aber zu dieser Zeit auch schon völlig bedeutungslos geworden. Die Neubesiedlung des Kastellareals erfolgte im 8. Jahrhundert (erste urkundliche Erwähnung des Ortes Treisma um 799).

### Holz-Erde-Periode
Die Überreste des frühen, vermutlich zweiphasigen, Holz-Erde-Kastells wurden bei den Grabungen mehrfach angeschnitten (Kasernenblöcke); die genaue Ausdehnung ist allerdings bis heute ungewiss, es war aber wohl etwas kleiner als das nachfolgende Steinkastell I. An Befunden bekannt sind seit 1971 in der Florianigasse Nr. 1 ein 35 m von der Nordmauer entfernter  Spitzgraben, dessen Sohle ca. 0,8 m unter dem Grundwasserspiegel und 1,7 m unter der Grabensohle des äußeren Grabens des Steinkastells lag. Offenberger sah diesen Graben als Teil des Befestigungssystems des Holz-Erde-Kastells an, das offensichtlich sehr nahe an der Donau stand. Weiters Bodenverfärbungen eines antiken Holzgebäudes neben der Pfarrkirche (Kasernenblock), das sich auf Grund der Fundkeramik (Sigillaten) bis in flavische Zeit datieren lässt. Funde aus der Zeit der frühesten Befestigungsanlage fanden sich u. a. auch in der Wiener Straße Nr. 93 sowie 1975 im Langhaus der Pfarrkirche, wo Mörtelestriche und Schwellbalkenuntermauerungen eines mehrräumigen Fachwerkgebäudes (Principia) ebenfalls der Holz-Erde-Periode zugewiesen werden konnten.
1991 konnte in einer Notgrabung die Ostfront angeschnitten werden. Man legte Teile eines vier Meter breiten Lehmwalles frei, der mit einem waagrecht verlegten Holzrahmenrost gegen Abrutschungen befestigt war. Hinter dem Wall verlief eine acht Meter breite geschotterte Straße, die Wallstraße (via vallaris). Beide Funde lassen sich nur schwer in Zusammenhang bringen. Der nördliche Spitzgraben erstreckt sich zum Ostwall des Kastells und ist davon ca. 180 m entfernt. Zusätzlich konnten die Reste eines Kasernengebäudes mit vorgelagertem Portikus untersucht werden. Der Bau wurde durch ein Feuer zerstört. Man nimmt an, dass das Holz-Erde-Kastell mehrere Bauphasen durchlief.

### Steinperiode I
Obwohl beim Steinkastell I mehrere Umbauphasen festgestellt werden konnten, lassen sich diese zeitlich kaum unterscheiden. Aufgrund einer Brandschicht zwischen den Fundhorizonten von Steinlager I und II kann man hierfür wohl eine Art Zwischenphase annehmen (wahrscheinlich hervorgerufen durch großflächige Zerstörungen infolge der Markomannenkriege). Die Umwehrung des Steinkastells I liegt innerhalb der mittelalterlichen Mauern und bildet ein unregelmäßiges, nach Westen verzogenes Rechteck mit einer Fläche von ungefähr 3,75 ha. Die Nordwestecke wurde vermutlich über die Jahrhunderte durch eine Laufänderung der Traisen vollständig zerstört. Durch den Grundwasseranstieg im 2. Jahrhundert n. Chr. konnte auch die Nordfront des frühen Steinlagers nicht mehr genau über der des Holz-Erde-Kastells errichtet, sondern musste etwas zurückgenommen werden. An der Südmauer wurde weiters ein Zwischenturm mit rechteckigem Grundriss entdeckt.
- Die Nordmauer dürfte sich Richtung Westen bis zur Nordfront des Schlossgebäudes ziehen.
- Ungeklärt ist die genaue Position der Westmauer und der Nordwestecke bis zur porta principalis sinistra. Sie entspricht aber vermutlich dem Verlauf der mittelalterlichen Befestigung.[21]
- Die heute noch teilweise erhaltene südliche Stadtmauer deckt sich nicht mit den Fundamenten der Kastellmauer. Dieser Umstand konnte 1980 durch Grabungen im Bereich der Kirchengasse Nr. 2 bestätigt werden (Fund des mittelkaiserzeitlichen Innenturmes).

Die Kastellumwehrung konnte hier anhand eines mehr als einen Meter breiten Fundamentsegmentes aus Mörtelmauerwerk untersucht werden. Zusätzlich war hier auch der schon oben erwähnte Innenturm aus der Zeit des Steinkastell I angesetzt. Fakt ist auch, dass die von der Westmauer herkommende Südmauer hier nicht in einem exakten rechten Winkel abbog, sondern eine abgestumpfte Ecke aufwies. Zudem befand sie sich etwa fünf Meter hinter der mittelalterlichen Umwehrung. 1991 wurde bei einer Grabung an der Ostflanke des Lagers festgestellt, dass die Steinmauer in die Ostwange des Holz-Erde-Walls einschneidet. Mehrere eben mit der Fundamentstufe verbundene Steinplatten zeigten, dass hier wohl die gesamte Berme (Geländestreifen zwischen Mauer und Graben) mit solchen Platten bepflastert gewesen sein muss. Die unter den spätantiken Fächertürmen liegenden Spitzgräben konnten hier ebenfalls nachgewiesen werden. 1978 wurden auch die Mauerreste der östlichen Toranlage entdeckt, die aber in der Spätantike offensichtlich planmäßig bis zu den untersten Steinscharen abgetragen worden war. Der rechte Torturm maß in seiner Länge etwa 5,4 m, der linke war nach Norden um 5,5 m versetzt. Seine Mauerstärke betrug an die 1,4 m. Ein im Fundament verbauter Ziegel trug den Stempel der Legio XIIII Gemina. Das spätantike Tor ist etwas weiter östlich hochgezogen worden.

### Steinperiode II
Auch in der Spätantike herrschte in Augustianis noch eine rege Bautätigkeit. Das Mauerwerk nahm jedoch sichtlich an Qualität ab. Lagermauer und Tore wurden mit Hufeisen- und Fächertürmen ausgestattet bzw. „modernisiert“. Gleichzeitig wurde das Kastell nach Westen hin auf etwa 4,1 ha vergrößert, wie einige Anomalien der Turmachsen zum decumanus maximus zeigten. Die Grabenanlage des Steinkastell I wurde an der südwestlichen Ecke durch einen Fächerturm überbaut. An der Südostecke wurde ebenfalls ein nach innen offener spätantiker Fächerturm lokalisiert. Auch an der Nordostecke wird ein Fächerturm vermutet. Hier fand sich im Stadtschloss wiederum Mauerwerk aus spätantiker Zeit, die möglicherweise die Überreste eines in der Endphase des Kastells für die stark reduzierte Besatzung errichteten Burgus oder Restkastell sein könnten, was auch bei anderen Kastellen am norischen und oberpannonischen Limes (Zeiselmauer, Wallsee und Rusovce) der Fall war. Anstelle von Estrichböden fand man in den Gebäuden dieser Zeitperiode oft nur mehr Stampflehmböden vor. Das Kastell scheint dann an der Schwelle zum 5. Jahrhundert durch eine Brandkatastrophe zerstört worden zu sein. Danach wurde in der Ruine von vermutlich hier als Föderaten angesiedelten Germanen eine nur ärmlich ausgestattete Zivilsiedlung aus einfachen Rutengeflechthütten angelegt.
Das Lagerareal zeichnet sich auch heute noch im Stadtplan deutlich ab. Bei den Grabungen wurde festgestellt, dass das Traismauer des Mittelalters sogar etwas über das Kastellareal hinausgewachsen ist. Einige Abschnitte der Kastellmauer waren aber wahrscheinlich noch bis ins Hochmittelalter und sogar bis ins 18. Jahrhundert (hier insbesondere die Fächertürme) in Gebrauch. Johann Offenberger glaubte, dass diese spätantiken Türme noch auf spätmittelalterlichen Holzstichen abgebildet sind.

## Türme und Tore

### Römertor
Die östliche Toranlage des Steinlager I war mit quadratischen Flankentürmen versehen. Hier führte die Lagerhauptstraße, die via principalis, in Richtung des Lagerdorfes, in dem auch vereinzelt Befunde aus dem 4. Jahrhundert festgestellt werden konnten.
Der rechte Turm maß 5,4 m in der Länge, der linke war um circa 5,5 m nach Norden versetzt. Sein Mauerwerk war 1,4 m breit. Einer der im Fundament aufgefundenen Ziegel trägt den Stempel der legio XIIII Gemina. An den Fundamenten des Nordturmes konnten zwei zu unterschiedlichen Zeiten angelegte Spitzgräben beobachtet werden, die später durch Hochwasserablagerungen außer Funktion gesetzt worden waren.
Das in seiner heutigen Form aus dem 16. oder 17. Jahrhundert stammende „Wiener-“ oder „Römertor“ wurde im Jahre 1976 von Grund auf saniert. Beim Abschlagen des neuzeitlichen Verputzes stellte man fest, dass das Mauerwerk des spätantiken Osttores (Porta principales dextra), erkennbar an den typischen Fugenstrichen, Gerüstlöchern etc., noch bis in das zweite Obergeschoss erhalten war. Zwei Hufeisentürme flankieren das eigentliche Tor. Das Erdgeschoss wird von einem rundstäbigen Gesims umlaufen. Auch Spuren der Kastellmauer waren an beiden Seiten noch sichtbar. Sie ließen erkennen, dass die U-Türme etwas zurückgesetzt sind. In der Spätantike war die Toranlage offensichtlich ein wenig weiter nach Osten verlegt worden. Westlich des Tores wurden noch mehrere Lehmstampfböden und eine von West nach Ost verlaufende Mauer sondiert. Der rechteckige Torturm in der Mitte stammt aus dem Mittelalter.

### Südlicher Zwischenturm
Der 1980 an der südlichen Kastellmauer (Kirchengasse Nr. 2) entdeckte Zwischenturm war innen angesetzt und maß 2,3 × 3 m im Quadrat. Möglicherweise war er ein Bestandteil der südlichen Toranlage (Porta decumana) des Steinlager I. Sein aus Bruchsteinen errichtetes Mauerwerk war 0,6 m breit. Das Rollsteinfundament war 0,5 m eingetieft. Der Innenverputz des Turmes war in zwei Schichten aufgetragen. Die zwei Bodenestrichschichten lagen auf einer 0,4 m starken Schuttschicht. Auf dem Estrich fand sich noch eine ca. 0,2 m starke Lehmablagerung, vermutlich eine spätantike Planier- und Ausgleichschicht.

### Reck- oder Hungerturm
Nach Untersuchungen an den Fundamenten dieses im Mittelalter umgestalteten Turmes konnte auch hier zweifelsfrei römerzeitliche Bausubstanz nachgewiesen werden. Es handelt sich um einen im Kern spätantiken Hufeisenturm (valentinianisch?) der über einem quadratischen Zwischenturm des Steinkastell I errichtet wurde. Östlich des Turmes wurde 1998–1999 ein Holzbau entfernt; wodurch eine Fläche von 6 × 3,5 m archäologisch genauer untersucht werden konnte (BDA, Johannes-Wolfgang Neugebauer, Ch. Biesl). In etwa 2,3 m Tiefe stieß man auf eine Lage parallel verlegter Hölzer. Diese werden als Unterbau einer älteren Befestigung (Erdwall) angesehen. Heute ist u. a. auch das Heimatmuseum von Traismauer in diesem Turm untergebracht. Hier sind antike Skulpturen, Ziegelstempel und diverse Kleinfunde ausgestellt. An der Außenmauer wurden Inschriftensteine angebracht. 2013 wurden die Putzflächen am Turm konserviert.

### Fächertürme
In der Venusberg Straße, gegenüber der Kreuzung zur Kirchengasse, sind an der Südwestecke des Lagers noch die Grundmauern des Fächerturms aus dem 4. Jahrhundert erhalten geblieben. Man kann seine Position anhand der Krümmung des Hauses Venusbergstraße 10 ausmachen. Sein Mauerwerk konnte beim Einbau eines Kellers bis in eine Tiefe von vier Metern nachgewiesen werden. Es war 1,5 m (nördliche Turmwange) und 1,8 m breit. In unregelmäßigen Abständen waren 1,9 m über den Boden in die Wand Gerüstlöcher eingelassen. Der Halsansatz maß 2,2 m, der Innenbereich etwa neun Meter. Der Turm besaß in der Mitte eine Feuerstelle und war mit einem Terrazzoboden ausgestattet. Die Südecke des Turmes konnte nicht mehr ergraben werden.
Das Fundament besteht aus Bruchsteinen und war bis zur Sohle sorgfältig vermörtelt. Unter dem Fächerturm fanden sich noch Spuren der beiden Spitzgräben des Steinkastell I, die auch hier durch Überschwemmungsablagerungen verfüllt waren. In der Spätzeit diente er vielleicht als Behausung für die Zivilbevölkerung wie der Fund von zwei Webgewichten erahnen lässt. Eine Schuttschicht legt nahe, dass der Turm nach Abzug der römischen Besatzung rasch verfiel. Infolge eines Hochwassers stürzte schließlich auch seine Südwestecke ein. Im 14. und 15. Jahrhundert wurden die Mauerreste in das St. Pöltner Tor (auch „Wall“- oder „Neutor“) integriert.
An der Südostecke hat sich ebenfalls ein Mauerrest der Front eines Fächerturmes erhalten und ist teilweise noch sichtbar. Die als Schutz vor den Türkeneinfällen hastig errichtete Ziegelmauer überlagert hier ein halbkreisförmiges Bruchsteinfundament. Auf einem Gemälde des 19. Jahrhunderts kann man an dieser Stelle auch einen halbrunden, vorkragenden Turm erkennen. Auf einem Votivbild von 1668 ist an diesem Platz offenbar ein – nach innen offener – Fächerturm römischer Machart abgebildet.

### Burgus
An der von der Traisen abgeschwemmten Nord-West-Ecke entstand um 1247 die erzbischöfliche Burg (sog. „Burg in der Mauer“). Beim Umbau der Stadtburg zum Museum für Frühgeschichte und bei Sondierungen in den 1980er Jahren des vorigen Jahrhunderts konnte (u. a. auch im Innenhof des Schlosses) römische Bausubstanz nachgewiesen werden, die offensichtlich Teil eines spätantiken Burgus bzw. Restkastells waren. Dieser römische Vorgängerbau wurde vermutlich beim Bau der Burg zwar größtenteils abgetragen, große Teile des Zentralbaues enthalten aber immer noch römisches Mauerwerk, das sich teilweise (z. B. eine Außenmauer des Burgus) noch bis in die Höhe des zweiten Stockwerkes erhalten hat. Wahrscheinlich wurde der Burgus im Frühmittelalter in eine karolingische Wehranlage integriert. Als Fundamentierung wurden, wie häufig bei spätantiken Bauten zu beobachten, u. a. mittelkaiserzeitliche Grabsteine (Ala I Augusta Thracum) verwendet. Der Innenbereich bestand aus einer auf zwölf Pfeilern ruhenden Dachkonstruktion des Lichthofes und einem Brunnenschacht.

### Innenbebauung
Mehrere Gebäudereste der Innenbebauung konnten immer wieder bei kleinflächigen Untersuchungen angeschnitten werden. Etwa 8 m nördlich des südlichen Zwischenturmes fand man 1983 Reste von Estrichböden und verbrannten Flechtwerkwänden, die vermutlich von Kasernenbauten der Holz-Erde-Periode stammten. Auch die Fußgängerbrücke in der Kirchengasse deckt sich genau mit der Via decumana des Lagers.
In der Wiener Straße 6 konnte in der Umgebung der Stadtpfarrkirche nach Abbruch eines Hauses noch eine Notgrabung durchgeführt werden. Als erste römerzeitliche Befunde wurden Gebäude in Holzbauweise beobachtet. Danach wurden rechteckige Pfeilerstümpfe der Stützkonstruktion einer Halle eines größeren Gebäudes aufgedeckt, das mehrmals umgebaut wurde. In der obersten Schicht (Brandschicht) fanden sich die Fragmente einer bronzenen Panzerstatue. Als unterste Schicht konnten Erdverfärbungen von Pfostenlöchern eines Holzgebäudes erkannt werden, nach dem Fundmaterial zu schließen dürfte es aus der Periode des ersten Holz-Erde-Kastells stammen. Hannsjörg Ubl interpretiert die Befunde als Bestandteile der Principia des Holz-Erde-Lagers. Die Principia der Steinperiode I und II mit dem Fahnenheiligtum (sacellum) und an beiden Seiten angelegten Verwaltungsräumen war an das Lagerforum angeschlossen, welches an drei Seiten von einer Pfeilerhalle (portikus) umgeben war. Sie wurde wahrscheinlich um 400 n. Chr. niedergebrannt. Die Reste des aerariums (Kellerraum für die Aufbewahrung der Truppenkasse) wurden im Frühmittelalter in eine Grabkammer für den fränkischen Markgrafen Cadaloc umgewandelt. Das aufgehende römische und frühmittelalterliche Mauerwerk ist teilweise bis zu drei Meter hoch erhalten geblieben. Danach erfolgte die kontinuierliche Entwicklung bis zur heutigen Kirche St. Ruprecht. Die karolingische Grabanlage und einige konservierte Räume der Principia wurden für Interessierte zugänglich gemacht.

## Garnison
Über die Besatzung des Holz-Erde-Kastells lassen sich bis dato keine zweifelsfreien Aussagen machen, da bislang auch keine diesbezüglichen Inschriften, die darüber Klarheit verschaffen könnten, aufgetaucht sind. Das früheste Lager wurde möglicherweise durch die Legio XIIII aus Carnuntum für eine teilberittene Kohorte errichtet (Cohors equitata).
| Zeitstellung                  | Truppenname                                                                       | Bemerkung |  |
| 1. bis 2. Jahrhundert n. Chr. | Ala prima Hispanorum Auriana (das erste hispanische Reiterschwadron des Aurianus) | Polaschek bezeichnet sie als erste Besatzungstruppe des Kastells. Sie stammte ursprünglich aus Spanien und wurde vermutlich von einem Mann namens Aurius oder Aurianus rekrutiert bzw. kommandiert. Laut einer Inschrift aus Aquincum wurde sie unter Tiberius zuerst vom Rhein nach Pannonien verlegt. Ihr voller Name ist allerdings erst seit trajanischer Zeit bekannt. Vielleicht ist sie mit der Ala I Hispanorum milliaria (d. h. 1000 Mann stark) ident, die unter Claudius an die Donau abkommandiert wurde. Die Ala Auriana wird auch bei Tacitus als Teil einer kleineren Heeresgruppe erwähnt, die im Vierkaiserjahr 69 n. Chr. an den Inn marschierte, um dort dem Aufgebot des Vitellius entgegenzutreten. Ein Grabstein aus Semriach in der Steiermark lässt auf ihre Anwesenheit in Noricum in der Zeit zwischen der zweiten Hälfte des 1. Jahrhunderts und Anfang des 2. Jahrhunderts schließen. Durch ein Militärdiplom aus Weißenburg (30. Juni 107 n. Chr.) ist eine Stationierung in Raetien bekannt. Möglicherweise lag sie danach auch einige Zeit im Kastell Burghöfe (Mertingen), wie eine Weihinschrift andeutet. Auf pannonischen Diplomen aus den Jahren 84 und 85 n. Chr. wird die Einheit nicht mehr erwähnt. Möglicherweise wurde sie in diesem Zeitraum der norischen Provinzarmee (exercitus Norici) zugeteilt.            |  |
| 2. bis 3. Jahrhundert n. Chr. | Ala prima Augusta Thracum (das erste augusteische Reiterschwadron der Thraker)    | Ihre Stationierung in Augustianis ist spätestens ab 140 n. Chr. gesichert. Sie stammte ursprünglich aus Syrien, kam danach nach Rätien und wurde im Zuge der Partherkriege Trajans wieder in den Osten verlegt. Wo sie sich im frühen 2. Jahrhundert aufgehalten hat, liegt weitgehend im Dunkeln. Nach Ansicht von Herma Stiglitz wurde die Einheit schon um 107 n. Chr. an die norische Donau verlegt. Sie stützt sich dabei auf einen 1925 gemachten Grabsteinfund, dessen Inschrift einen Angehörigen dieser Formation, Trouclaimarus, nennt, sowie auf die Weihinschrift an Antoninus Pius (pro salute imperatoris) am Eingangsportal des Stadtschlosses, die auf die Jahre 140–144 n. Chr. datiert werden kann. Auch für Hannsjörg Ubl wurde die Einheit bereits vor 140 n. Chr. nach Noricum verlegt, da sie „mit größter Wahrscheinlichkeit“ auf einem Militärdiplomfragment aus Mautern genannt wird. Auch auf einem sich heute im Schlosshof von Traismauer befindlichen Grabstein werden zwei Veteranen der Ala I Thracum genannt, der Custos armorum C. Iulius Agricola und T. Aelius Quartio, der Stifter des Grabsteines. 1969 wurde bei Kanalausschachtungen unter dem Osttor ein weiteres Inschriftenfragment mit einer Nennung der Ala I Thracum entdeckt. Ob die Truppe auch noch im 3. Jahrhundert in Traismauer lag, ist nicht bekannt. |  |
| 4. bis 5. Jahrhundert n. Chr. | Equites Dalmatae (eine Abteilung dalmatinischer Reiter)                           | Diese Einheit wird in der spätantiken Notitia Dignitatum auf der Liste des Dux Pannoniae Primae et Norici Ripensis angeführt. Dieser Eintrag ist auch der letzte Hinweis auf eine reguläre römische Besatzung im Kastell Augustianis. |  |
| 4. bis 5. Jahrhundert n. Chr. | Foederati (Söldner)                                                               | Zuletzt haben wohl germanische Foederaten hier den Wachtdienst versehen. |  |

## Vicus und Gräberfelder
Die Zivilsiedlung von Augustianis begann knapp östlich der Lagergräben und bestand teilweise aus massiven Steinbauten, darunter auch eine Therme. Sie reichte von hier aus fast einen Kilometer bis nach Osten und Süden und hatte in ihrer Blütezeit kleinstädtischen Charakter. Nach den Kleinfunden zu schließen, entwickelte sich die Siedlung gleichzeitig mit dem Militärlager.

### Vicus Süd
Das südliche Lagerdorf erstreckte sich hauptsächlich entlang der aus dem Osttor führenden Straße und in den Fluren südlich des Kastells. Die Befunde der Zivilsiedlung kamen hauptsächlich bis zur Bahntrasse, in einem topographisch eng begrenzten Raum (die Ausläufer des Venusberges reichen bis ca. 200 m an die Kastellmauer heran), zutage. Die Ausrichtung der Siedlungsbauten deutet auf eine planmäßig errichtete Anlage hin. Schon seit dem Bau der Westbahn 1884/85, die südlich an der Stadt vorbeiführt, wurden hier immer wieder römerzeitliche Funde gemacht, insbesondere bei der Verlegung des Gasrohrnetzes in den 1970er Jahren.
Bei der Fundamentierung für einen Zubau des Hauptschulgebäudes wurde 1950 unter dem südlichen Seitenflügel zur Hälfte ein römischer Töpferofen freigelegt. Der Brennraum (seine Kuppel wurde wahrscheinlich 1897 beim Bau der Schule zerstört) enthielt noch Tonwaren, die in das 3. Jahrhundert datiert werden konnten. 1972 konnte durch Alois Gattringer in der Bahnhofsstraße wieder ein frührömischer Siedlungshorizont angeschnitten werden, der mit einer Aufschüttung überlagert und in eine Rollierung für Mauerwerk eingetieft war. Weiters wurde eine etwa acht Meter breite Straßenschotterung in der Höhe der porta decumana freigelegt. Beiderseits der Straße waren Richtung Osten und Westen noch Spuren von Siedlungstätigkeit (Stampflehmfußböden und diverse Mauerreste) feststellbar.
Im Jahre 2002 war es auch möglich, mehrere Bauphasen des südlichen Vicus zu unterscheiden. Das BDA (Neugebauer/Gattringer) führte hierbei auf einer Fläche von 890 m² eine Ausgrabung durch. Die frühesten Funde (Pfostengruben, Fundamentgräbchen, Kellergruben) stammen aus der zweiten Hälfte des 1. Jahrhunderts n. Chr. Die in Stein errichteten Bauten der mittleren Kaiserzeit waren nach Nord-Süd ausgerichtet. Sie waren mit glatt verstrichenen Estrichböden ausgestattet, ihre Mauern standen auf einer Schotterrollierung (= aufgeschütteter, nicht vermörtelter Schotter). Weiters wurden zwei Brunnen, jeweils mit Holz- und Steinverkleidung untersucht. Einer davon wurde in einem Park konserviert und zugänglich gemacht.
In der Nähe des südöstlichen Eckturms wurde 678 kg Tierknochenmaterial geborgen, das vermutlich großteils aus den Abfällen eines Schlachthauses besteht und Rückschlüsse auf die Ernährungsgewohnheiten der Garnison zulässt.

### Vicus Ost
Der östliche Vicus dehnte sich ca. bis zu einer Länge von 500 m vor dem Kastell aus. Die Untersuchung der Mauerreste ergab, dass sich die Gebäude nach der aus dem heutigen „Wiener Tor“ führenden Hauptausfallstraße orientierten, die ebenfalls an mehreren Punkten beobachtet werden konnte. Die ersten Quartiere waren mit Stampflehmfußböden ausgestattet, ihre Seitenwände in Rutenflechtechnik mit Lehmverputz errichtet, auch eine Schotterplanierung konnte an mehreren Stellen erkannt werden.
Die verschiedenen Steinbauphasen ließen sich in größeren Gebäudekomplexen gut erkennen. Gleichzeitig wurden auch spätantike Umbauten nachgewiesen und Töpferöfen entdeckt. In den Jahren nach 1945 kamen bei zahlreichen Neubauten römerzeitliche Gebäudereste zutage, die manchmal bis zu vier Bauphasen aufwiesen. Erste systematische Grabungen durch das Österreichische Archäologische Institut erfolgten in den 1960er Jahren (Herma Stiglitz).
Beim Bau des neuen Postamtes in der Wiener Straße Nr. 18 wurden beim Römertor mehrere Mauerzüge, Terrazzoböden und Abfallgruben untersucht, die ebenfalls zum Vicus des Kastells gehörten.

### Gräberfelder
Die Gräberfelder aus unterschiedlichen Zeitstellungen begrenzten den Vicus im Süden und Osten. Sie wurden hauptsächlich südöstlich des Lagers und am Venusberg lokalisiert. Nordöstlich der Stadt, in Stollhofen, wurde ebenfalls ein spätantikes Gräberfeld untersucht. Hier wurden bei diversen Grabungen bis 1995 insgesamt 382 Bestattungen untersucht und deren Funde geborgen. Es konnte allerdings in seiner gesamten Ausdehnung noch nicht erfasst werden.
Auch das spätantike Gräberfeld am Venusberg ist in seiner Ausdehnung nach Osten noch nicht ganz geklärt. Im Bereich unterer Venus- und Schullerberg wurden ebenfalls derartige Gräber untersucht. 1948 wurden u. a. auch am Weinhauerinnung römische Gräber entdeckt. Einige Jahre zuvor waren etwas weiter oberhalb antike Gräber zerstört worden. 1958 wurde bei Verlegungsarbeiten für eine Gasleitung u. a. der Übergang von der Zivilstadt zum Gräberfeld entdeckt. In einem Baugrubenaushub zwischen Werksbach und Werkstraße wurden 1959 ein Grabstein und ein Konglomeratstein (Maße: 160 × 70 × 50 cm) gefunden, der zusätzlich in der Mitte eine Aussparung von 40 × 22 × 20 cm hatte und mit einem Stein verschlossen war (Grabbau?).
Die Gesellschaft für Ur- und Frühgeschichte (Herwig Friesinger, S. Schmiedt) konnte 1964 insgesamt 39 Körperbestattungen und ein Urnengrab bergen, die aus dem 4./5. Jahrhundert n. Chr. stammen. Das Gräberfeld setze sich nach Einschätzung der Ausgräber hier in südöstlicher und nordwestlicher Richtung fort.
1976 stieß der Bauer G. Gollner am sog. Gemeindeacker auf eine antike Steinkiste. Schon 1925 waren hier Steinkisten gefunden und danach auch einzelne Streufunde aufgelesen worden. 1976 wurde die Fläche planmäßig ergraben (BDA, Ch. Farka). Mauerfundamente (Grabbau), Grubenobjekte, mehrere Körperbestattungen (teilweise wieder in Steinkisten) und Brandbestattungsgräber konnten dabei geborgen werden. Die Ausgrabung wurde 1980 wieder aufgenommen. Hierbei kamen 19 Körpergräber und drei Brandbestattungen zutage. Bei Untersuchungen im Jahre 1995 stellte man hier weiters fest, dass sich das Gräberfeld offenbar noch weiter in alle Richtungen ausdehnte.

Römische Steindenkmäler im Innenhof des Stadtschloss Traismauer
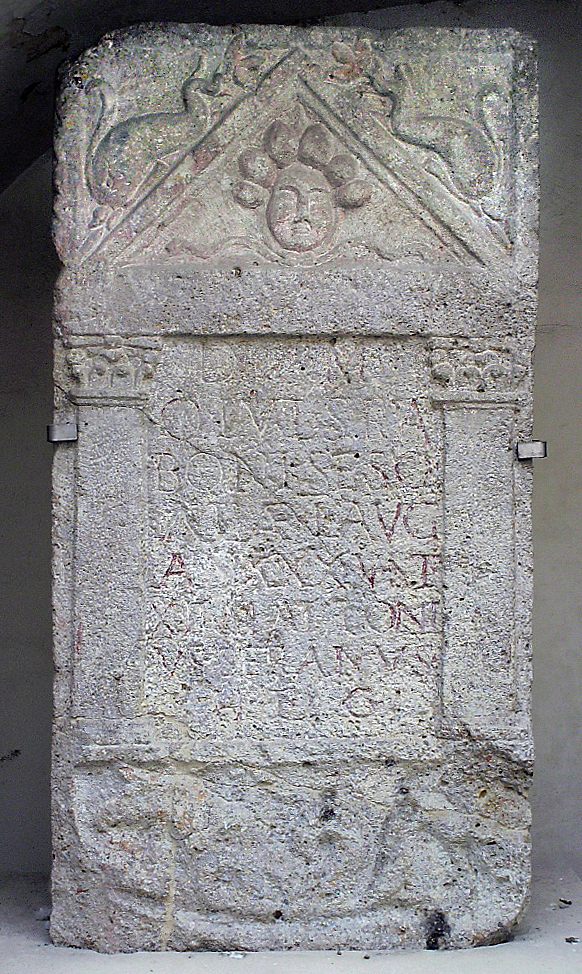
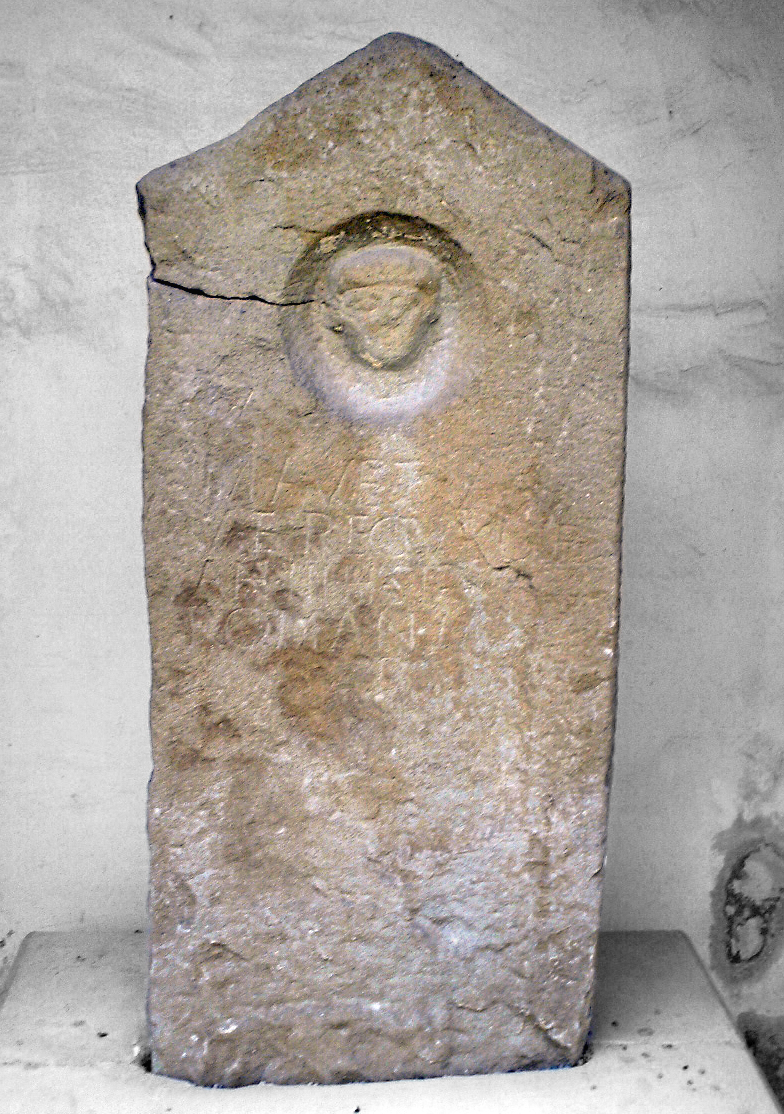
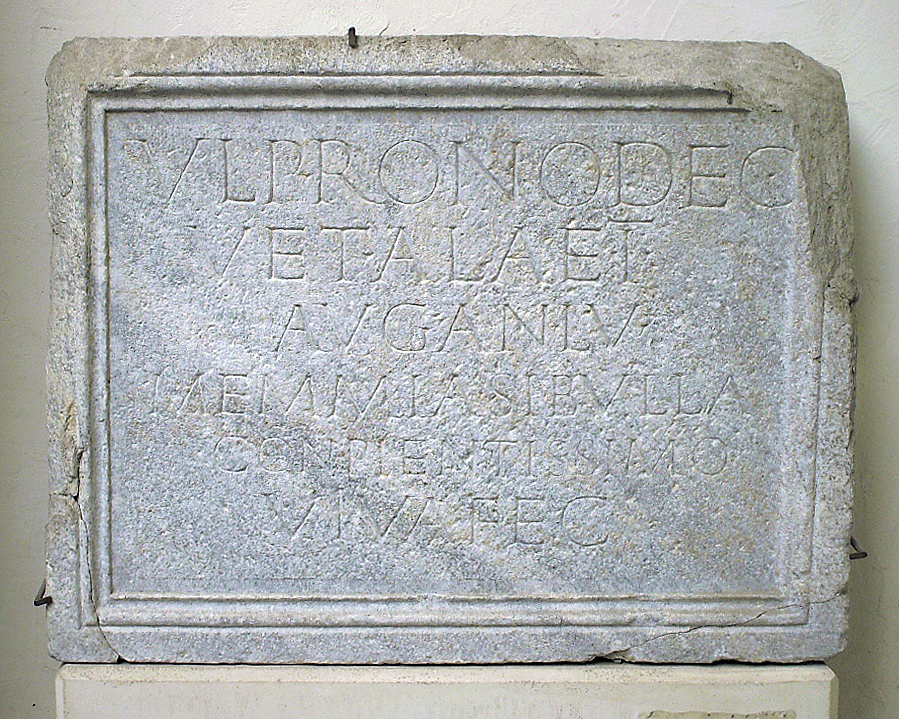
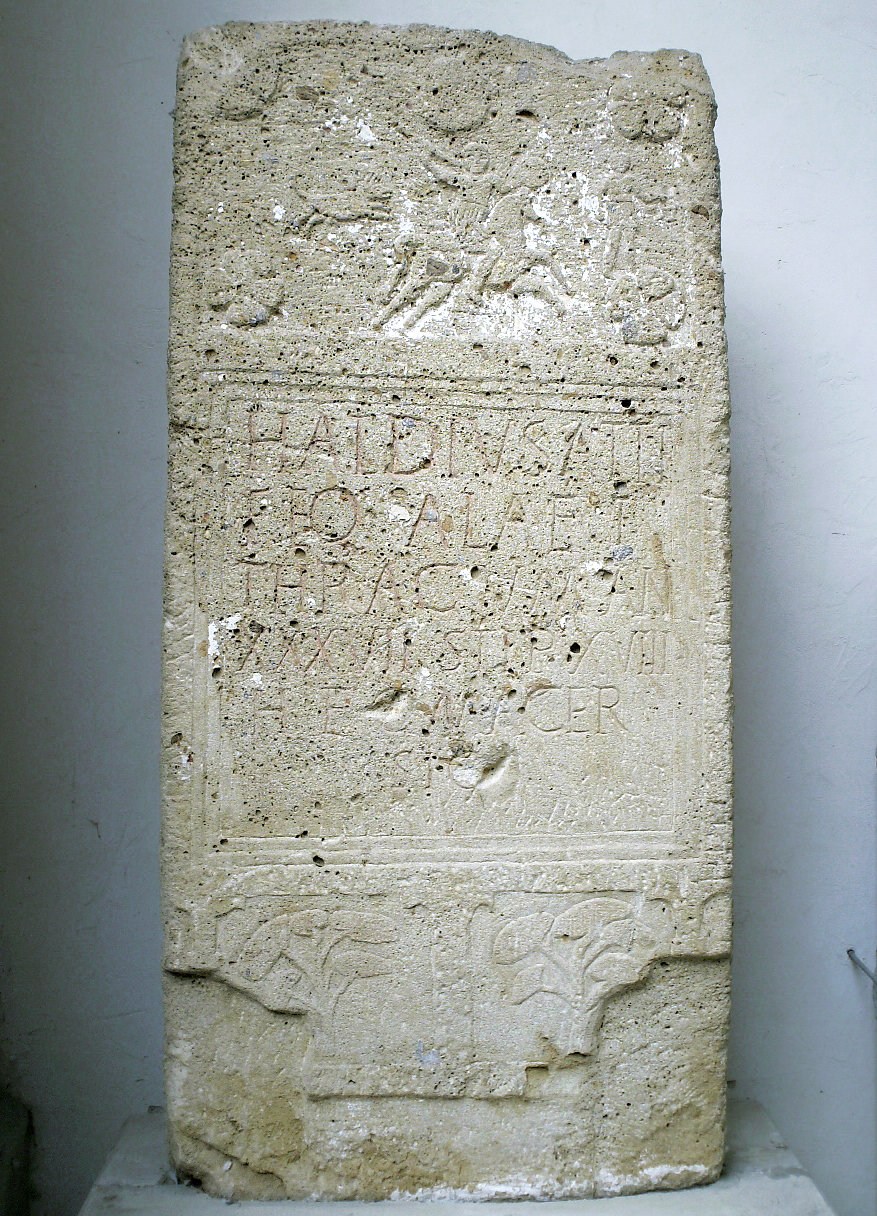
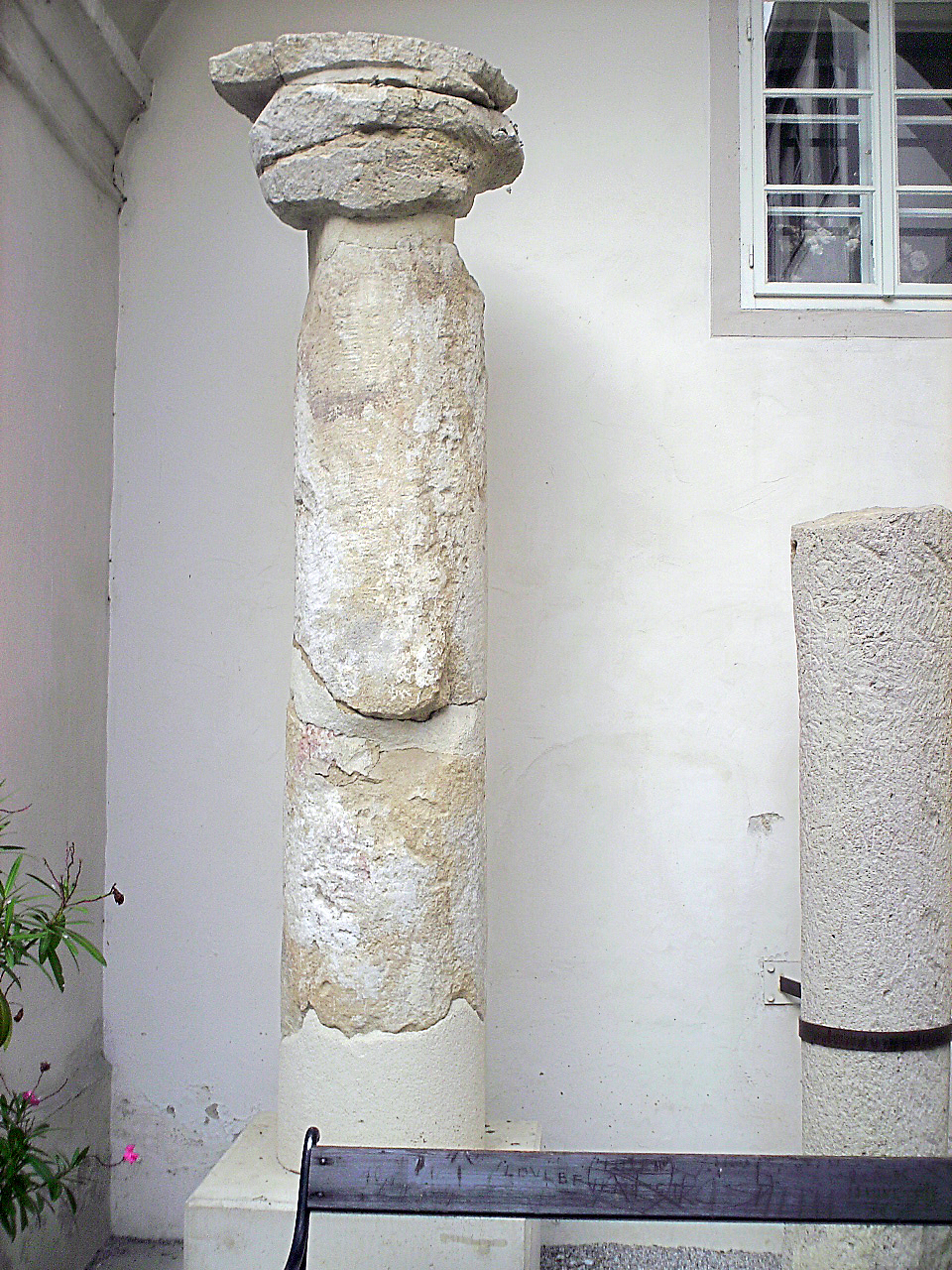

## Denkmalschutz
Die Anlagen sind Bodendenkmäler im Sinne des Denkmalschutzgesetzes. Nachforschungen und gezieltes Sammeln von Funden ohne Genehmigung des Bundesdenkmalamtes stellen eine strafbare Handlung dar. Zufällige Funde archäologischer Objekte (Keramik, Metall, Knochen etc.) sowie alle in den Boden eingreifenden Maßnahmen sind dem Bundesdenkmalamt (Abteilung für Bodendenkmale) zu melden.